# پیتر فوکس
پیر استفن بایگوری (متولد 3 سپتامبر 1971) ، معروف به پیتر فوکس ، خواننده، ترانه سرا، نوازنده و کارگردان موزیک ویدیوی آلمانی است. وی یکی از اعضای گروه رگی و دنس‌هال آلمان Seeed است.

## آلبوم های انفرادی
فوکس کار در آلبوم انفرادی به نام Stadtaffe ("میمون شهری") را در سال 2007 آغاز کرد. این آلبوم در آلمان در 26 سپتامبر 2008 منتشر شد.
نمونه‌ای از آهنگ "Fieber" ("تب")، که فوکس با KIZ می خواند، در تاریخ 1 نوامبر 2007 در وب سایت MySpace فوکس منتشر شد.  اولین تک آهنگ، "Alles neu" ("همه چیز جدید")، در 15 آگوست 2008 منتشر شد. دومین تک آلبوم "Haus am See" ("خانه کنار دریاچه") در 17 اکتبر 2008 منتشر شد.
فوکس کارهای متعددی با هنرمندان دیگر دارد، مانند ترانه "با من ازدواج کن" توسط خانم PLATNUM، "بازار مال فروشان" توسط Sido به و Sekundenschlaf توسط Marteria .
پیتر فوکس در 13 فوریه 2009 با آهنگ "Schwarz zu blau" ("سیاه به آبی")، که نمایشی است واقع بینانه از شهر زادگاه او برلین، در مسابقه آواز Bundesvision برنده شد . 
او از آن زمان اعلام کرده است که به دلیل استرس ناخواسته و توجه ناشی از آلبوم انفرادی بسیار موفق Stadtaffe به Seeed باز خواهد گشت. تک آهنگ "Haus am See" وی 82 امین آهنگ پرفروش سال 2008 و هفدهمین تک آهنگ پرفروش سال 2009 در آلمان بود.
تک آهنگ "Alles Neu" وی به طور قابل توجهی توسط خواننده رپ انگلیسی Plan B برای قطعه " Ill Manors " در سال 2012 نمونه‌برداری شد. 

## زندگی شخصی
فاکس با خانواده‌اش در منطقه کروزبرگ برلین زندگی می‌کند. در اواخر سال 2001 ، او از فلج عصب صورت رنج برد که به دلیل تشخیص اشتباه، به سرعت درمان نشد. سمت راست صورت او هنوز کمی فلج است و از آن زمان به بخشی از ظاهر امضای او تبدیل شده است. 

## جوایز
- 1LIVE "تاج"
  - بهترین آلبوم 2008 (Stadtaffe)
- جوایز اکو
  - 2009 هیپ هاپ / شهری
  - جایزه منتقدان 2009
  - 2009 تولید کننده سال
  - آلبوم سال 2010 (Stadtaffe)
- جایزه مرز شکن های اروپا
  - موفقیت بین مرزهای اروپا در سال 2010 از آلبوم Stadtaffe

## دیسکوگرافی

### آلبوم های استودیویی
| سال  | عنوان                           | برترین مقام | برترین مقام | برترین مقام | برترین مقام | برترین مقام | گواهینامه ها                                            |
| سال  | عنوان                           | GER {{سخ}}  | AUT {{سخ}}  | BEL {{سخ}}  | NLD {{سخ}}  | SWI {{سخ}}  | گواهینامه ها                                            |
| ---- | ------------------------------- | ----------- | ----------- | ----------- | ----------- | ----------- | ------------------------------------------------------- |
| 2008 | میمون شهری (به عنوان پیتر فاکس) | 1           | 1           | 13          | 10          | 4           | - BVMI: 13 × طلا - IFPI AUT: 2 × پلاتین - IFPI SWI: طلا |

### آلبوم های زنده
| سال  | عنوان                                                  | برترین مقام | برترین مقام | برترین مقام | گواهینامه ها   |
| سال  | عنوان                                                  | GER {{سخ}}  | AUT {{سخ}}  | SWI {{سخ}}  | گواهینامه ها   |
| ---- | ------------------------------------------------------ | ----------- | ----------- | ----------- | -------------- |
| 2009 | زنده در برلین {{سخ}} (به عنوان Peter Fox & Cold Steel) | 2           | 1           | 48          | - BVMI: پلاتین |

### آلبوم های ویدئویی
| سال                                      | عنوان                                                  | برترین مقام | برترین مقام | برترین مقام | گواهینامه ها                                          |
| سال                                      | عنوان                                                  | GER {{سخ}}  | AUT {{سخ}}  | SWI {{سخ}}  | گواهینامه ها                                          |
| ---------------------------------------- | ------------------------------------------------------ | ----------- | ----------- | ----------- | ----------------------------------------------------- |
| 2009                                     | زنده در برلین {{سخ}} (به عنوان Peter Fox & Cold Steel) | *           | *           | *           | - BVMI: 4 × پلاتین - IFPI AUT: طلا - IFPI SWI: پلاتین |
| * see chart positions for the live album |                                                        |             |             |             |                                                       |

### تک آهنگ
| سال  | عنوان          | برترین مقام | برترین مقام | برترین مقام | برترین مقام | برترین مقام | گواهینامه ها                | آلبوم      |
| سال  | عنوان          | GER         | AUT         | BEL         | NLD         | SWI {{سخ}}  | گواهینامه ها                | آلبوم      |
| ---- | -------------- | ----------- | ----------- | ----------- | ----------- | ----------- | --------------------------- | ---------- |
| 2008 | آلس نو         | 4           | 11          | -           | -           | 49          | - BVMI: طلا - IFPI AUT: طلا | میمون شهری |
| 2008 | Haus am See    | 8           | 6           | 8           | 4           | 16          | - BVMI: طلا - IFPI AUT: طلا | میمون شهری |
| 2009 | شوارتز زو بلاو | 3           | 17          | -           | -           | 36          | - BVMI: طلا - IFPI AUT: طلا | میمون شهری |